# Stadtpark (metropolitana di Vienna)
Stadtpark è una stazione della linea U4 della metropolitana di Vienna situata nel 3º distretto. 

## Descrizione
È una delle poche strutture di Otto Wagner della linea U4 che si è conservata quasi integralmente nel suo stato originale. La stazione, in trincea aperta, è parallela al fiume Wien. L'accesso ai treni avviene da due banchine laterali ai due binari centrali. Le uscite conducono da un lato alla Johannesgasse, attraverso una scala fissa, e dall'altro allo Stadtpark, attraverso una scala fissa e un ascensore. L'edificio della stazione forma un complesso urbanistico con il portale Wienfluss, progettato da Friedrich Ohmann, architetto concorrente di Wagner.
Nelle immediate vicinanze della stazione si trovano il Kursalon Hübner, il Wiener Eislauf-Verein e l'hotel Intercontinental Wien.

## Storia
La stazione fu progettata da Otto Wagner e costruita per conto della Commissione per i trasporti di Vienna come fermata della ferrovia urbana a vapore di Vienna (Stadtbahn). Nei piani originari era indicata con il nome provvisorio Tegetthoffbrücke. La struttura venne completata nel dicembre 1897. ed entrò in servizio il 30 giugno 1899 nell'ambito della linea Unter Wiental, che andava dalla stazione di Meidling-Hauptstraße alla stazione di Hauptzollamt (attuale stazione di Vienna Centrale). Fu chiusa l'8 dicembre 1918 a causa della scarsità di carbone dopo la prima guerra mondiale e riaperta il 7 settembre 1925 come parte della nuova Stadtbahn elettrificata. Dal 1934 la stazione è un edificio di valore artistico classificato.
Nel 1977 e nel 1978 la struttura è stata adattata per il servizio della metropolitana. I marciapiedi furono rialzati di 45 centimetri mentre invece i binari furono abbassati di 15 centimetri: questo comportò lo spostamento dei fregi presenti sulle pareti e sui tetti dei marciapiedi. C'era un unico ingresso da Johannesgasse (l'ingresso da Stadtpark venne realizzato in tempi successivi). La stazione entrò in servizio come fermata della linea U4 il 15 agosto 1978.
Il 30 novembre 2015 la stazione è stata sottoposta a lavori di ristrutturazione generale, con una chiusura temporanea; la stazione è stata riaperta il 30 gennaio 2017.

## Ingressi
- Stadtpark
- Johannesgasse